# Beizhen (sockenhuvudort i Kina, Liaoning Sheng, lat 41,60, long 121,80)
Beizhen (kinesiska: 北镇, 北镇市) är en sockenhuvudort i Kina. Den ligger i provinsen Liaoning, i den nordöstra delen av landet, omkring 130 kilometer väster om provinshuvudstaden Shenyang. Antalet invånare är 514 898. Befolkningen består av 253 696 kvinnor och 261 202 män. Barn under 15 år utgör 12,0 %, vuxna 15-64 år 76 %, och äldre över 65 år 10,0 %.
Runt Beizhen är det tätbefolkat, med 297 invånare per kvadratkilometer. Beizhen är det största samhället i trakten. Trakten runt Beizhen består till största delen av jordbruksmark.
Genomsnittlig årsnederbörd är 756 millimeter. Den regnigaste månaden är juli, med i genomsnitt 187 mm nederbörd, och den torraste är januari, med 5 mm nederbörd.